# Fudbalski Klub Crvena zvezda
O Fudbalski Klub Crvena Zvezda (em sérvio: Фудбалски клуб Црвена звезда), mais conhecido internacionalmente em países lusófonos como Estrela Vermelha de Belgrado, ou simplesmente Estrela Vermelha, é um clube de futebol profissional da cidade de Belgrado, na Sérvia, campeão da Copa Intercontinental e da Liga dos Campeões da UEFA no ano de 1991, os títulos mais destacados que um clube europeu poderia conquistar nessa época.
O uniforme titular da equipe é composto por camiseta com listras verticais vermelhas e brancas, com calção e meias vermelhas.

## História
Foi o último campeão do Campeonato Iugoslavo de Futebol, antes da dissolução do país (temporada 1990/91), assim como o primeiro campeão do campeonato na nova Iugoslávia (1991/92). Anos depois, foi também o último campeão do Campeonato Servio-Montenegrino antes da separação das Repúblicas (temporada 2005/06) - ano em que fez a dobradinha vencendo a Copa da Sérvia e Montenegro - e o primeiro campeão do recém-criado Campeonato Sérvio (2006/07), fazendo outra dobradinha, conquistando também a Copa da Sérvia.
Seu período áureo foi em 1991, ano em que conquistou tanto o Campeonato Iugoslavo quanto a Liga dos Campeões da UEFA e a Taça Intercontinental. A equipe era a base da seleção de seu país, considerada a melhor de sua história.
A final europeia foi conquistada em Bari, na Itália, no dia 29 de maio de 1991. O adversário foi o temível Olympique de Marselha. O herói da partida foi o goleiro Stojanovic, que segurou o placar de 0 a 0 nos 120 minutos e garantiu a vitória nos pênaltis. Esta vitória classificou o time para a final do Copa Intercontinetal em Tóquio, no dia 8 de dezembro, contra o Colo Colo do Chile. E a vitória veio mesmo com 10 homens em campo (o capitão e principal jogador, Dejan Savićević, recebeu cartão vermelho nos primeiros segundos de jogo), com um placar de 3 a 0. Dois gols foram marcados por Vladimir Jugović. Além dos citados, o time contava na época com jogadores como Siniša Mihajlović, Darko Pančev e Robert Prosinečki, além do técnico Ljupko Petrović.
Antes, já havia conquistado dois torneios a nível europeu, a Mitropa Cup, precursora da Copa dos Campeões da Europa, mas depois de seu período áureo, quando já existia a Copa dos Campeões da Europa como principal competição europeia. Em 1958 venceu o torneio em sua versão não-oficial (chamada Donau Cup), e em 1968 foi campeão do torneio pela última vez (única em versão oficial), vencendo na final o Spartak Trnava da Tchecoslováquia, que havia eliminado a Roma.
O seu maior rival é o Partizan, também da cidade de Belgrado. O jogo entre as duas equipes é chamado de O Eterno Clássico (вечити дерби).

## Elenco atual
Última atualização: 13 de fevereiro de 2025.

## Títulos
Obs.: A partir de 1992, o campeonato nacional foi jogado com a Iugoslávia "dividida" (já sem os clubes de Croácia, Bósnia e Herzegovina, Eslovênia e Macedônia do Norte), e de 2003 até 2006 o país passou a se chamar Sérvia e Montenegro, e, então no ano de 2006 foi realizado um plebiscito, separando as duas repúblicas, e a equipe passou a integrar o Campeonato Sérvio de Futebol.
|                                   | Copa Intercontinental               | 1       | 1991 |  |  |
| CONTINENTAIS                      |                                     |         | |  |  |
|                                   | Competição                          | Títulos | Temporadas |  |  |
|                                   | Liga dos Campeões da UEFA           | 1       | 1990-91 |  |  |
|                                   | Copa Mitropa                        | 2       | 1958 e 1968 |  |  |
| NACIONAIS (SÉRVIA, 1992–PRESENTE) |                                     |         | |  |  |
|                                   | Competição                          | Títulos | Temporadas |  |  |
|                                   | Campeonato Sérvio                   | 16      | 1994-95, 1999-00, 2000-01 2003-04, 2005 06 2006-07, 2013-14, 2015-16, 2017-18, 2018-19, 2019-20, 2020-21, 2021-22, 2022-23, 2023-24 e 2024-25                              |  |  |
|                                   | Copa da Sérvia                      | 8       | 2006-07, 2009-10, 2011-12, 2020-21, 2021-22, 2022-23, 2023-24 e 2024-25 |  |  |
| NACIONAIS (IUGOSLÁVIA, 1946–1992) |                                     |         | |  |  |
|                                   | Competição                          | Títulos | Temporadas |  |  |
|                                   | Liga da República Popular da Sérvia | 1       | 1945-46 |  |  |
|                                   | Campeonato Iugoslavo (RSFI)         | 19      | 1950-51, 1952-53, 1955-56, 1956-57, 1958-59, 1959-60, 1963-64, 1967-68, 1968-69, 1969-70, 1972-73, 1976-77, 1979-80, 1980-81, 1983-84, 1987-88, 1989-90, 1990-91 e 1991-92 |  |  |
|                                   | Copa da Iugoslávia (RSFI)           | 12      | 1947-48, 1948-49, 1949-50, 1957-58, 1958-59, 1963-64, 1967-68, 1969-70, 1970-71, 1981-82, 1984-85 e 1989-90                                                                |  |  |
|                                   | Copa da Liga Iugoslava (RSFI)       | 1       | 1972-73 |  |  |
|                                   | Supercopa da Iugoslávia (RSFI)      | 2       | 1969 e 1971 |  |  |

 Campeão Invicto

## Ídolo
- Rajko Mitić

## Futebolistas famosos
| Sérvia - Nemanja Vidić - Vladimir Beara - Dragan Džajić - Ilija Ivić - Vladimir Jugović - Stanislav Karasi - Bora Kostić - Nebojša Krupniković - Siniša Mihajlović - Dejan Petković - Dušan Savić - Dragoslav Šekularac - Miloš Šestić - Dragoslav Štepanović - Dragan Stojković - Jovan Aćimović - Nikola Žigić - Marco Pantelić - Slavoljub Muslin |  | Europa - Miodrag Belodedici - Darko Pančev - Robert Prosinečki - Dejan Savićević - Gionno Rezzata |  | Ásia - Takayuki Suzuki |  | América - Segundo Castillo |

## Estatística

### Jogadores com mais jogos
| ordem | Jogador           | Anos             | jogos |
| ----- | ----------------- | ---------------- | ----- |
| 1     | Dragan Džajić     | 1963–75; 1977–78 | 389   |
| 2     | Bora Kostić       | 1951–61; 1962–66 | 341   |
| 3     | Vladimir Petrović | 1972–82          | 332   |
| 4     | Jovan Aćimović    | 1965–76          | 318   |
| 5     | Boško Gjurovski   | 1978–89          | 299   |
| 6     | Rajko Mitić       | 1945–58          | 294   |
| 7     | Vladica Popović   | 1953–65          | 291   |
| 8     | Miloš Šestić      | 1974–84          | 277   |
| 9     | Ratomir Dujković  | 1964–74          | 266   |
| 10    | Miroslav Pavlović | 1967–74          | 264   |

### Artilheiros
| Ordem | Jogador          | Anos             | Gols |
| ----- | ---------------- | ---------------- | ---- |
| 1     | Bora Kostić      | 1951–61; 1962–66 | 230  |
| 2     | Dragan Džajić    | 1963–75; 1977–78 | 155  |
| 3     | Dušan Savić      | 1973–82          | 149  |
| 4     | Zoran Filipović  | 1970–80          | 138  |
| 5     | Kosta Tomašević  | 1945–54          | 137  |
| 6     | Vojin Lazarević  | 1966–70; 1972–74 | 134  |
| 7     | Darko Pančev     | 1988–92          | 116  |
| 8     | Rajko Mitić      | 1945–58          | 109  |
| 9     | Mihajlo Pjanović | 1999–03          | 92   |
| 10    | Antun Rudinski   | 1953–62          | 79   |

## Uniformes

### Uniformes dos jogadores
| Primeiro Uniforme | Segundo Uniforme | Terceiro Uniforme | Primeiro Uniforme - Combinação | Primeiro Uniforme UEFA | Segundo Uniforme UEFA |

### Uniformes anteriores
- 2014-15

| Primeiro | Segundo | Terceiro |

- 2013-14

| Primeiro | Segundo | Terceiro |

- 2012-13

| Primeiro | Segundo | Terceiro |

- 2010-12

| Primeiro | Segundo | Terceiro |

- 2009-10

| Primeiro | Segundo | Terceiro |